# Apolodoro de Anfípolis
Apolodoro de Anfípolis (en griego: Ἀπολλόδωρος) fue uno de los generales de caballería de Alejandro Magno, quien comandó las tropas que Alejandro dejó atrás con el gobernador babilónico Maceo. Se le confió en 331 a. C., junto con Menes de Pella, la administración de Babilonia y de todas las satrapías hasta Cilicia. Alejandro también le dio 1000 talentos para reunir tantas tropas como pudieran.
El historiador Arriano relata la siguiente historia sobre Apolodoro, contada originalmente por el ingeniero de Alejandro, Aristóbulo de Cesandrea.  Apolodoro tenía un hermano llamado Pitágoras (o Peithagoras) que era arúspice, es decir, un adivino que leía el futuro en  al examinar el hígado de diferentes animales, a quien Apolodoro consultaba sobre su propio futuro. Cuando Pitágoras, en correspondencia por carta, preguntó a su hermano por quién estaba preocupado, Apolodoro dijo que era por Alejandro y Hefestión, debido a las purgas que estos dos estaban realizando contra muchos de los que habían designado para el cargo. Pitágoras predijo que Hefestión moriría pronto, lo cual acabó ocurriendo.